# La Taillée
La Taillée – miejscowość i gmina we Francji, w regionie Kraj Loary, w departamencie Wandea.
Według danych na rok 1990 gminę zamieszkiwały 404 osoby, a gęstość zaludnienia wynosiła 35 osób/km² (wśród 1504 gmin Kraju Loary La Taillée plasuje się na 906. miejscu pod względem liczby ludności, natomiast pod względem powierzchni na miejscu 941.).